# Claris

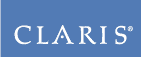

Claris International Inc. (ранее называвшаяся FileMaker Inc.), является компанией по разработке программного обеспечения, образованной в 1987 году как дочерняя компания Apple Computer (ныне Apple Inc.). Ей были предоставлены исходный код и авторские права на несколько программ, принадлежащих Apple, в частности, MacWrite и MacPaint, чтобы отделить деятельность Apple в области программного обеспечения от операций с оборудованием и операционными системами. 

## История
В 1998 году компания отказалась от всего, кроме своего флагманского продукта, и преобразовалась в FileMaker Inc. В 2019 году FileMaker Inc. объявила на DevCon, что восстанавливает торговую марку Claris. Также в 2019 году Claris приобрела итальянский стартап Stamplay,  облачную платформу интеграции, которая соединяет веб-сервисы, такие как Dropbox и Slack, без написания кода и объявила, что переименует свой продукт в Claris Connect.
Компания разрабатывает, поддерживает и продает реляционную базу данных программы FileMaker . Платформа FileMaker доступна для операционных систем macOS , Microsoft Windows и iOS и предназначена для бизнес-пользователей и опытных пользователей.